# Kuwait Liberation Medal (Koeweit)

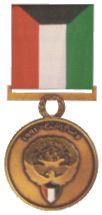
Medaille der Vijfde Klasse

De baton

De Kuwait Liberation Medal (Bevrijdingsmedaille, Arabisch: "Wisam Al-Tahrir" of " وسام التحرير") werd 16 juli 1994 door de opperbevelhebber van de Koeweitse strijdkrachten gesticht. De onderscheiding was tevoren door de ministerraad goedgekeurd.
De medaille werd in vijf graden verleend. De meeste medailles werden in brons geslagen en aan de tienduizenden veteranen van de Eerste Golfoorlog verleend. Op de medaille zijn een schip en een valk afgebeeld. De kleuren van het lint, rood, wit, zwart en groen staan voor het bloed van de Irakezen, de strijdlust, slagveld en weilanden.
De ronde medaille draagt aan de voorzijde het geëmailleerde wapen van Koeweit op de voorzijde en een kaart van Koeweit op de keerzijde en is met een gesp in de vorm van een valk aan het lint bevestigd.
Het lint is rood, wit en groen met een zwarte driehoek op de bovenkant.
De Australische, Amerikaanse, Canadese en Britse regeringen hebben hun militairen toestemming gegeven om de medaille in ontvangst te nemen. Zij mogen de medaille niet dragen. Nederlandse militairen mogen de medaille wel dragen. Alle militair personeel dat tussen 2 augustus 1990 en 31 augustus 1993 aan Desert Shield en Desert Storm deelnam, op het Arabisch Schiereiland was gestationeerd of aan boord van schepen in de Arabische Zee en Perzische Golf voer en luchtmachtpersoneel dat de verdediging en latere aanval steunde kwam in aanmerking. Men moest niet meer dan één dag of eenmaal in het gebied te zijn geweest. 
Er is ook een Saoedi-Arabische Bevrijdingsmedaille.

## Decoranti
- Mohamed Hussein Tantawi